# Navas (barrio)
Navas es uno de los siete barrios que integran el distrito de San Andrés de Barcelona. Debe su nombre a la calle Navas de Tolosa, que es uno de los ejes viarios del barrio, donde se encuentra la estación de metro homónima. Tiene una superficie de 0,42 km² y una población de 22 080 habitantes (2016).

## Localización
El barrio de Navas queda delimitado por las calles Navas de Tolosa, San Antonio María Claret, paseo de Maragall, Olesa, Felipe II, Clot y Mallorca. En el centro se ubica la plaza de Fernando Reyes. La avenida Meridiana atraviesa el barrio en diagonal y lo parte en dos mitades.

## Historia
Históricamente, el territorio que hoy ocupa el barrio de Navas quedaba repartido entre los vecinos barrios de El Clot y La Sagrera. Al igual que estos dos, hasta el siglo XIX lo que hoy es el barrio de Navas era un terreno eminentemente agrícola, que pertenecía al municipio de San Martín de Provensals, anexionado por Barcelona en 1897. Los cultivos aprovechaban el paso de la Acequia Condal, que actualmente discurre bajo la calle de Bofarull. Navas fue un terreno prácticamente despoblado hasta el siglo XX, y los pocos edificios que se levantaban en esos campos eran masias, como Can Sallés, que sumaba 17 hectáreas —en cuyo lugar hoy se encuentran las Casas del Gobernador— Can Forga, junto al torrente de La Guineu —por donde hoy discurre, aproximadamente, la calle de Navas de Tolosa— y la Torre de Fang, la única que sigue en pie en la actualidad.
Durante las primeras décadas del siglo XX se instalaron en la zona algunas casas de planta baja, ocupadas por obreros, y pequeños talleres, a rebufo de la fuerte industrialización que vivían las vecinas barriadas de El Clot y La Sagrera. Pero la auténtica urbanización de este territorio no se inició hasta los años 1950, coincidiendo con el soterramiento de las vías del tren, que discurrían por lo que actualmente es la Avenida Meridiana. En 1941 Ramón María de Morenés y García-Alessón, Conde de Asalto, vendió la finca de Can Sellés a la Delegación Nacional de Sindicatos, y ahí se edificó uno de los primeros vecindarios del barrio, la Urbanización Meridiana, un proyecto de ciudad jardín construido por la Obra Sindical del Hogar y que fue inaugurado en 1944 por el Gobernador Antonio Correa Veglison; de ahí su nombre popular. Ese mismo año, 1944, se construyó la casa cuartel de la Guardia Civil —entre las calles Industria y Navas de Tolosa— que en el 2 de abril de 1987 fue escenario de un atentado con coche bomba de ETA, que causó un muerto y dos heridos. En 1953 se inauguró la estación de metro de Navas, que comunicaba la zona con el centro de la ciudad, y en 1954 se urbanizó la plaza de Fernando Reyes, convertida en centro neurálgico del barrio.
Las reivindicaciones por el reconocimiento de Navas como un barrio con personalidad propia empezaron en 1978, con la creación de la Asociación de Vecinos en Navas. Esta aspiración se hizo realidad oficialmente el 22 de diciembre de 2006, con el nuevo mapa de barrios aprobado por el Ayuntamiento de Barcelona.

## Patrimonio arquitectónico

### Plaza de Fernando Reyes e iglesia de San Juan Bosco
La plaza de Fernando Reyes, que queda partida en dos por el paso de la avenida Meridiana, es uno de los centros neurálgicos del barrio. Fue urbanizada en 1954 y remodelada íntegramente en 2003 por la construcción de un aparcamiento subterráneo. En la mitad norte de la plaza se ubica la iglesia parroquial de San Juan Bosco, construida en 1977, cuyo edificio destaca por su forma piramidal y por su fachada metálica de color azul.

### Plaza de Islandia

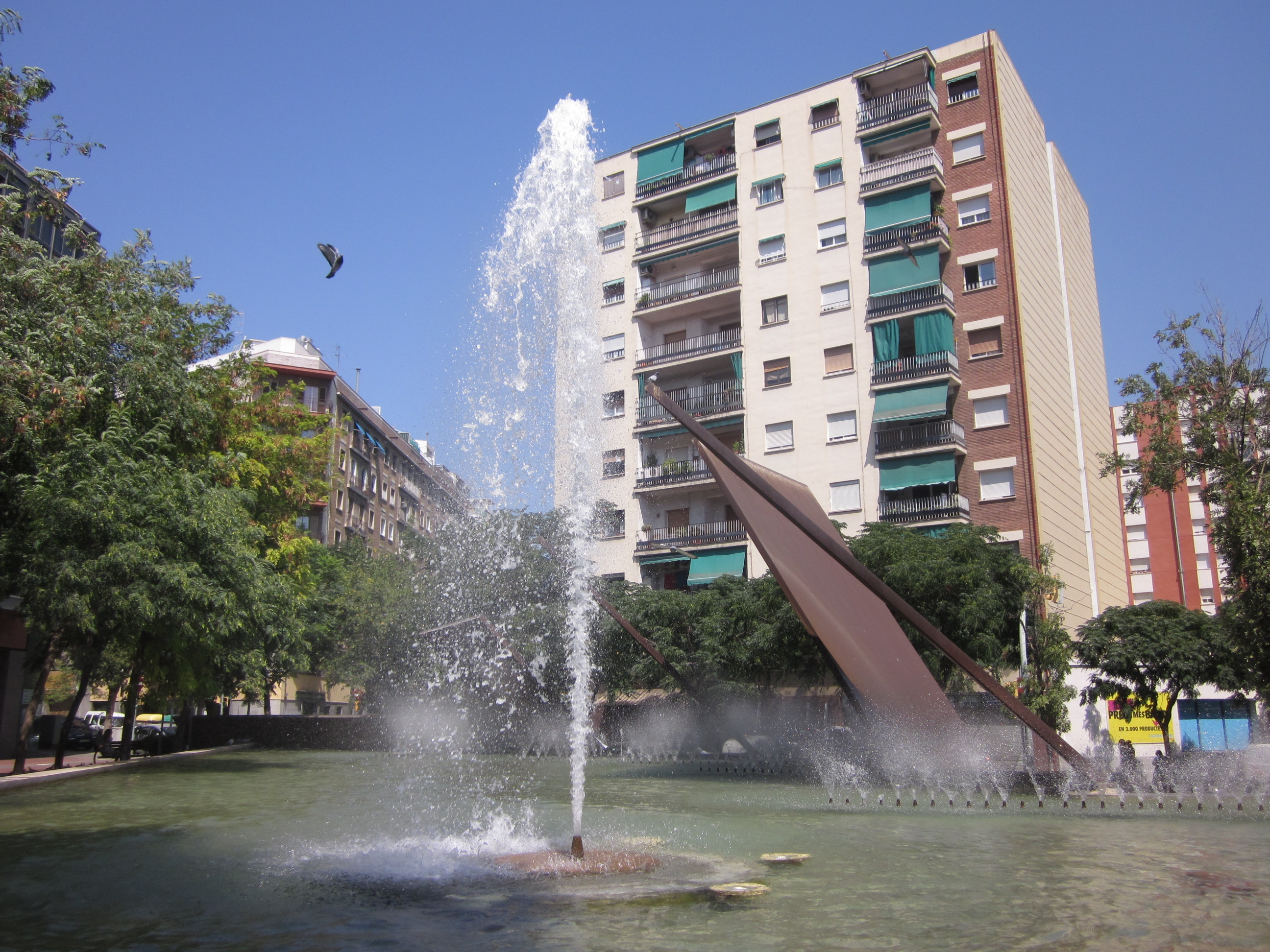
El géiser de la plaza de Islandia

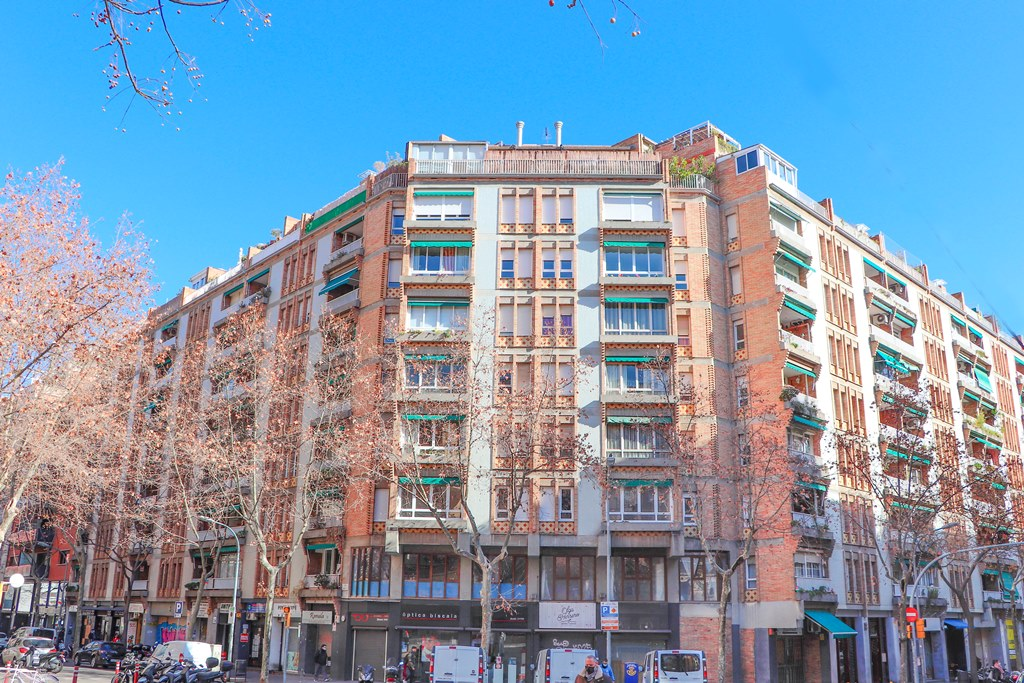
Antoni de Moragas, edificio de Biscaia 340

La plaza de Islandia está ubicada en el triángulo formado por las calles Bofarull, Palencia y Espronceda. La mayor parte de la plaza la ocupa una fuente, obra de los arquitectos Andreu Arriola y Carme Fiol. Se trata de un estanque de forma triangular, de 30 metros de largo por 15 de ancho. Hay cinco estructuras metálicas que reproducen cinco grandes cascadas de islandesas —Dettifoss, Goðafoss, Þjófafoss, Gullfoss y Skógafoss— y un surtidor que emula un géiser, ya que funciona de modo errático, proyectando de forma intermitente chorros de agua de diferentes alturas, hasta un máximo de 18 metros. 
La plaza fue inaugurada el 1 de abril de 1995, en un acto festivo que contó con la presencia del alcalde de Barcelona, Pasqual Maragall, y la presidente de Islanda, Vigdís Finnbogadóttir, que se desplazó a la ciudad condal expresamente para la ocasión.

### Casas del Gobernador
En el extremo noroeste del barrio —entre las calles de Felipe II, Concepción Arenal y San Antonio María Claret— se encuentran seis manzanas conocidas como las Casas de Gobernador. Fueron construidas como viviendas protegidas para obreros por la Obra Sindical del Hogar y de Arquitectura, quien encargó el proyecto al arquitecto Marià Romaní. Inspirado en el modelo de ciudad jardín, creó un conjunto de 406 casas, de poca altura, rodeadas de espacios comunes ajardinados. El vecindario, bautizado originalmente como Urbanización Meridiana, fue inaugurado por el gobernador civil de Barcelona, Antonio Correa Veglison, en 1944, lo que propició el sobrenombre popular de las Casas del Gobernador.

## Fiesta mayor
El barrio de Navas celebra anualmente su fiesta mayor en el mes de mayo. Esta celebración fue instituida en 1978 por la recién creada asociación de vecinos, retomando un festejo que entre 1954 y 1957 habían celebrado los vecinos de la Urbanización Meridiana.

## Demografía
A 1 de enero de 2013 el barrio de Navas tenía una población de 21.811 habitantes, con una densidad de 51 930,95 habitantes por km². El perfil demográfico de esta población es el siguiente:
- Población por sexo (2013)[2]
  - Hombres: 10.150 (46,5%)
  - Mujeres: 11.661 (53,5%)
- Población por edad (2009)
  - Niños (0-14 años): 11,5  %
  - Jóvenes (15-24 años): 9,2%
  - Adultos (25-64 años): 57,7%
  - Mayores (65 años o más) : 21,5%
- Población por lugar de nacimiento (2009)[9]
  - Barcelona: 53,6%
  - Resto de Cataluña 7,2%
  - Resto de España: 21,0%
  - Extranjero: 18,2%

## Transportes y movilidad

### Bus
El barrio de Navas cuenta con 15 paradas de autobuses urbanos. Un total de 17 líneas dan servicio al barrio, quince operadas por TMB (19, 20, 33, 34, 35, 43, 44, 45, 47, 50, 51, 62, 71, 192, el Bus de Barrio 117 y las líneas nuevas H10 y V25) y dos operadas por Tusgsal (B20 y B22).

### Bicing
El barrio de Navas cuenta con cinco estaciones de Bicing y un carril bici, que discurre por la avenida Meridiana.